# Yves Legrand
Yves Legrand (* 4. Februar 1935 in Rennes) ist ein ehemaliger französischer Fußballspieler.

## Karriere
Der 173 Zentimeter große Stürmer Legrand begann das Fußballspielen beim Verein Tour d’Auvergne in seiner Heimatstadt Rennes. Sein auffälliges Talent verhalf ihm zu einem Wechsel zum Stade Rennes UC, bei dem er 1954 den Sprung in die Profimannschaft schaffte. Für diese lief der damals 19-Jährige am 12. September 1954 bei einem 3:4 gegen den FC Perpignan zum ersten Mal in der zweiten Liga auf. Dem folgten nur sporadische Einsätze, ehe ihm seine Vielseitigkeit, dank derer er auf allen Positionen im Angriff einsetzbar war, zu Beginn der Saison 1955/56 zu seinem Durchbruch verhalf. Fortan spielte er an der Seite von Jean Grumellon sowie José Caeiro und zeigte in der Spielzeit seine Torjägerqualitäten, als er elf Treffer zum 1956 erreichten Aufstieg beisteuerte. Danach wurde nicht mehr derart regelmäßig auf ihn zurückgegriffen wie zuvor, er kam nicht über drei Torerfolge hinaus und musste 1957 zudem den direkten Wiederabstieg hinnehmen.
Im Anschluss an den Sturz in die zweite Liga wurde er 1957 an den Erstligisten SCO Angers ausgeliehen. Bei Angers spielte er eine Nebenrolle und bestritt in einem Jahr lediglich acht Partien, konnte dabei aber zumindest vier Tore erzielen. 1958 kehrte er nicht nach Rennes zurück, sondern unterschrieb beim Zweitligisten FC Rouen. Dort zählte er zu den Stammspielern und verbuchte 1959/60 mit zwölf Treffern die beste Torausbeute seiner Laufbahn, die mit dem Aufstieg seiner Mannschaft einherging. In der obersten Spielklasse überraschte seine Mannschaft als Tabellenvierter, doch er büßte seinen festen Platz in der ersten Elf ein, weswegen er 1961 an den ebenfalls erstklassig antretenden FC Nancy verliehen wurde. Mit diesem erreichte er erneut den vierten Tabellenplatz, konnte sich aber auch dort nicht durchsetzen, sodass er zu 1962 zu Rouen zurückkehrte. Bei Rouen besetzte er ein Jahr lang einen Stammplatz, ehe er während der Saison 1963/64 überhaupt nicht mehr auf dem Platz stand. An deren Ende hörte er mit 29 Jahren nach 85 Erstligapartien mit 17 Toren sowie 94 Zweitligapartien mit 30 Toren mit dem Fußballspielen auf.